# ترید
تَرید، تَریت، تَلیت، تِلیت یا تیلیت، نان خرد و ریز شده و ترشده در مایعاتی مثل شیر، دوغ، آبگوشت و سایر غذاها است.

## ترید در ادب فارسی

### ترید در سروده‌ها
- سنایی: «ور به شرع سیدی آگاهی از سر خدای آب حنا بر ترید و سنگ بر رخسار کو».
- مولوی: «بر در آن منعمان چرب دیک میدوی بهر ترید مرده ریگ».
- عبید زاکانی در منتخب عطایی: «گفتند اگر می‌خواهی درد ساکن شود آن سگ را ترید بخوران».
- ابواسحاق شیرازی: «کشکبا گرچه غلیظ است تریدش باید پند ما گوش کن و در عمل آور زنهار».[۱]